# Widescreen Super eXtended Graphics Array Plus

Standardní rozlišení obrazovky

WSXGA+, neboli Widescreen Super eXtended Graphics Array je standard displejů s grafickým rozlišením 1680 × 1050 pixelů. Je využíván na monitorech s úhlopříčkou 20, 21 a 22 palců. Poměr stran WSXGA+ je 16:10.
WSXGA+ je širokoúhlou variantou standardu SXGA+.